# Centrum Szymona Wiesenthala
Centrum Szymona Wiesenthala (ang. Simon Wiesenthal Center) – założona w 1977 roku międzynarodowa agencja żydowska z siedzibą w Los Angeles, służąca ochronie praw człowieka i zachowaniu pamięci o Holokauście. Zadaniem centrum jest także wzmacnianie tolerancji społecznej poprzez edukację.
Wśród tematów jakimi zajmuje się Centrum znajdują się problemy związane z rasizmem, antysemityzmem, ludobójstwem, działaniem przeciwko ludności oraz terroryzmem. Jest ono akredytowane jako organizacja pozarządowa przy Organizacji Narodów Zjednoczonych oraz UNESCO.

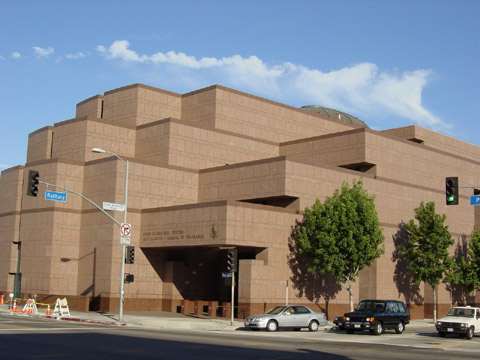
Siedziba Główna Centrum Szymona Wiesenthala w Los Angeles

Siedziba Główna Centrum Szymona Wiesenthala znajduje się w Los Angeles, pozostałe siedziby mają swoją lokalizację w Nowym Jorku, Toronto, Miami, Jerozolimie, Paryżu, Buenos Aires.
W zasobach Centrum znajduje się Archiwum, Biblioteka i Muzeum Tolerancji, w którym znajduje się ponad 50 000 pozycji książkowych i dokumentów. Archiwa zawierają fotografie, pamiętniki, listy, wyroby sztuki użytkowej, rzadkie książki i inne dokumenty dostępne dla badaczy, studentów i dla szerokiej publiczności. Centrum regularnie publikuje raporty dotyczące realizacji i wypełniania zadań stawianych przez Centrum odnośnie do terroryzmu, Bliskiego Wschodu, antysemityzmu, Holokaustu, Internetu i grup ekstremistycznych.
Centrum zostało nadane imię Szymona Wiesenthala, żydowskiego działacza, tropiciela zbrodniarzy nazistowskich, inżyniera architekta.

## Lista poszukiwanych zbrodniarzy nazistowskich
Od 2001 roku Efraim Zuroff wydaje coroczny raport z listą najbardziej poszukiwanych zbrodniarzy nazistowskich.
Raport z 2016 roku wymienia 10 osób żyjących w 2016 roku, z listy zniknęli Gerhard Sommer uznany w maju 2015 za niezdolnego do odpowiadania przed sądem z powodu demencji i Oskar Gröning uznany 15 lipca 2015 przez sąd okręgowy w Lüneburgu winnym pomocnictwa w zamordowaniu co najmniej 300 tys. osób i skazany na 4 lata więzienia, a także zmarły w 2015 – Vladimir Katriuk.
- 1. Helma Kissner – Niemcy (uznana we wrześniu 2016 za niezdolną do odpowiadania przed sądem z powodu stanu zdrowia i podeszłego wieku[6])
- 2. Reinhold Hanning – Niemcy (17 czerwca 2016 sąd w Detmoldzie uznał Hanninga winnym pomocnictwa w zamordowaniu co najmniej 170 tys. osób i orzekł wobec niego 5 lat więzienia[7])
- 3. Helmut Oberlander – Kanada
- 4. Hubert Zafke – Niemcy
- 5. Alfred Stark – Niemcy (zmarł 28 października 2018 o czym poinformowano dopiero 28 lutego 2021[8])
- 6. Helmut Rasbol – Dania (w listopadzie 2016 duńska prokuratura poinformowała, że nie znalazła dowodów na udział Helmuta Rasbola w mordowaniu Żydów w obozie w Bobrujsku[9])
- 7. Aksel Andersen – Szwecja
- 8. Johann Robert Riss – Niemcy
- 9. Algimantas Dailidė – Niemcy
- 10. Jakob Palij – USA (zmarł 9 stycznia 2019[10])

Raport z 2015 roku wymienia 10 osób żyjących w 2015 roku, z listy zniknęli Hans Lipschis i Theodor Szehinskyj oraz zmarli Ivan Kalymon (2014) i Søren Kam (2015).
- 1. Gerhard Sommer – Niemcy (uznany w maju 2015 za niezdolnego do odpowiadania przed sądem z powodu demencji[2])
- 2. Vladimir Katriuk – Kanada (zm. 2015[5])
- 3. Alfred Stark – Niemcy
- 4. Johann Robert Riss – Niemcy
- 5. X – Dania
- 6. Y – Niemcy
- 7. Z – Norwegia
- 8. Oskar Gröning – Niemcy (15 lipca 2015 sąd okręgowy w Lüneburgu uznał, iż 94-letni esesman jest winny pomocnictwa w zamordowaniu co najmniej 300 tys. osób i orzekł wobec niego 4 lata więzienia[12][4])
- 9. Algimantas Dailidė – Niemcy
- 10. Helmut Oberlander – Kanada

Raport z 2014 roku wymienia 8 osób żyjących w 2013 roku, z listy zniknęli Alois Brunner (uznany za prawdopodobnie zmarłego) oraz zmarli Ladislaus Csizsik-Csatary (dotąd plasowani na pierwszym miejscu) i Michaił Gorszkow. Lista zaczyna się od nr 2.
- 2. Gerhard Sommer – Niemcy
- 3. Vladimir Katriuk – Kanada
- 4. Hans Lipschis – Niemcy
- 5. Ivan Kalymon – Stany Zjednoczone (zm. 2014)
- 6. Søren Kam – Niemcy (zm. 2015[14])
- 7. Algimantas Dailidė – Niemcy
- 9. Theodor Szehinskyj – Stany Zjednoczone
- 10. Helmut Oberlander – Kanada

Zgodnie z raportem z 2012 roku, wciąż poszukiwani byli:
1. Alois Brunner
2. Gerhard Sommer
3. Vladimir Katriuk
4. Karoly Zentai
5. Soeren Kam
6. Ivan Kalymon
7. Algimantas Dailidė
8. Michaił Gorszkow
9. Helmut Oberlander

Poszukiwani na poprzednich listach:
- Aribert Heim – na liście do 2012[16]
- Ladislaus Csizsik-Csatary – na liście do 2012
- Klaas Carel Faber – na liście do 2012
- Sándor Képíró – na liście do 2011
- Milivoj Ašner – na liście do 2011
- Adolf Storms(inne języki) – na liście do 2011
- Peter Egner(inne języki) – na liście do 2010
- Iwan Demianiuk – na liście do 2009
- Heinrich Boere – na liście do 2009
- Harry Männil – na liście do 2009
- Erna Wallisch – na liście do 2007
- Lajos Polgar(inne języki) – na liście do 2006
- Ladislav Nižnanský – na liście do 2005
- Jack Reimer(inne języki) – na liście do 2005